# Costante logica
Nella logica, una costante logica di un linguaggio formale {\displaystyle {\mathcal {L}}} è un simbolo che ha lo stesso valore semantico sotto ogni interpretazione di {\displaystyle {\mathcal {L}}}. Due tipi importanti di costanti logiche sono i connettivi logici e i quantificatori. Il predicato di uguaglianza (di solito scritto '=') è  trattato come una costante logica in molti sistemi logici.
Una delle domande fondamentali della filosofia della logica è "Cos'è una costante logica?" ; vale a dire, quale caratteristica particolare rendeuna costante di natura logica?
Alcuni simboli comunemente trattati come costanti logiche sono:
| Simbolo                   | Significato in italiano    |
| ------------------------- | -------------------------- |
| V                         | "vero"                     |
| F                         | "falso"                    |
| ¬                         | "not"                      |
| ∧                         | "and"                      |
| ∨                         | "or"                       |
| →                         | "implica", "se..., allora" |
| ∀                         | "per ogni"                 |
| ∃                         | "esiste", "per qualche"    |
| =                         | "uguaglianza"              |
| {\displaystyle \Box }     | "necessità"                |
| {\displaystyle \Diamond } | "possibilità"              |

Molte di queste costanti logiche sono talvolta denotate da simboli alternativi (ad esempio, l'uso del simbolo "&" invece di "∧" per denotare l'operatore AND).
La definizione delle costanti logiche fu una parte importante dell'opera di Gottlob Frege e Bertrand Russell. Russell ritornò sull'argomento delle costanti logiche nella prefazione alla seconda edizione del 1937 di The Principles of Mathematics, dove osservò che la logica diventa linguistica: "Se dobbiamo dire qualcosa di definito su di esse, [esse] devono essere trattate come parte del linguaggio, non come parte di ciò di cui parla la lingua". Il testo di questo libro usa le relazioni R, i loro conversi e complementi come nozioni primitive, assunte come costanti logiche anche nella forma aRb.